# Werner Adler
Werner Adler (* 31. Dezember 1946 in Bad Dürkheim) ist ein ehemaliger deutscher Fußballspieler.

## Leben
Der 1946 geborene Werner Adler begann seine Karriere beim ASV Maxdorf. Von 1967 bis 1970 spielte er beim damaligen Regionalligisten SV Alsenborn, der in dieser Zeit drei Mal in Folge die Meisterschaft der Regionalliga Südwest gewann. Nachdem Adler 1970 zum Erstligisten Borussia Mönchengladbach gewechselt war, folgte für ihn ein Jahr ohne Einsatz. Er hatte daher keinen aktiven Anteil an der Deutschen Meisterschaft, die die Borussia 1970/71 gewann.
Im Sommer 1971 verließ Adler die Borussia wieder und wechselte zum Süd-Regionalligisten Karlsruher SC. Nachdem er dort nur sporadisch zu Einsätzen gekommen war, schloss er sich schließlich im Januar 1973 dem Zweitligisten SV Chio Waldhof an, bei dem er bis 1977 spielte und 81 Ligaspiele bestritt. Danach beendete Adler aufgrund eines Hüftschadens seine aktive Laufbahn.
Später war Werner Adler im Amateurfußball als Trainer tätig sowie für Waldhof Mannheim und Wormatia Worms als Spielbeobachter.

### Erfolge als Spieler
- Deutscher Meister mit Borussia Mönchengladbach 1970/71
- Meister der Regionalliga Südwest mit dem SV Alsenborn 1968, 1969, 1970